# Robert Scheidt
Robert Scheidt ORB (São Paulo, 15 de abril de 1973) é um velejador brasileiro. Bicampeão olímpico e 15 vezes campeão mundial de iatismo (Hendecacampeão na classe Laser: 1991 (Júnior), 1995, 1996, 1997, 2000, 2001, 2002 (mundial da classe e da ISAF), 2004, 2005, 2013 e tricampeão na classe Star: 2007, 2011, 2012).
Com 17 medalhas conquistadas em campeonatos mundiais, Scheidt figura na segunda posição entre os atletas brasileiros com mais medalhas em Campeonatos Mundiais de qualquer esporte, atrás apenas do nadador César Cielo, que tem 18. É considerado o melhor atleta brasileiro em olimpíadas de todos o tempos.

## Carreira

### Início na Vela
De ascendência patrilinear alemã e matrilinear sueca, Scheidt começou a velejar aos nove anos na Represa de Guarapiranga, no Yacht Club Santo Amaro, em São Paulo, com um barco dado de presente pelo pai. Aos onze anos ganhou pela primeira vez um título importante, o sul-americano da classe Optimist, que conquistaria mais duas vezes nos anos 1980, passando a se dedicar completamente à Vela em detrimento do tênis, seu outro esporte favorito.

### Classe Laser
Após rápida passagem pela classe Snipe, ele encontrou seu lugar como grande atleta na classe Laser em 1990, onde após ganhar o campeonato brasileiro de juniores foi treinar na Suécia e na Dinamarca, visando a se tornar um velejador de primeiro nível internacional. Em 1991, ganharia dez das onze regatas do campeonato mundial de juniores de Laser, na Escócia.
A partir daí, não só se tornaria um velejador de nível internacional, mas o maior do mundo na sua categoria, dominando completamente a classe Laser pelos anos seguintes, começando as grandes conquistas em 1995 com a medalha de ouro nos Jogos Pan-Americanos de Mar del Plata e o primeiro título mundial na Ilha de Tenerife, na Espanha, até a grande consagração do ouro em Atlanta, em 1996.

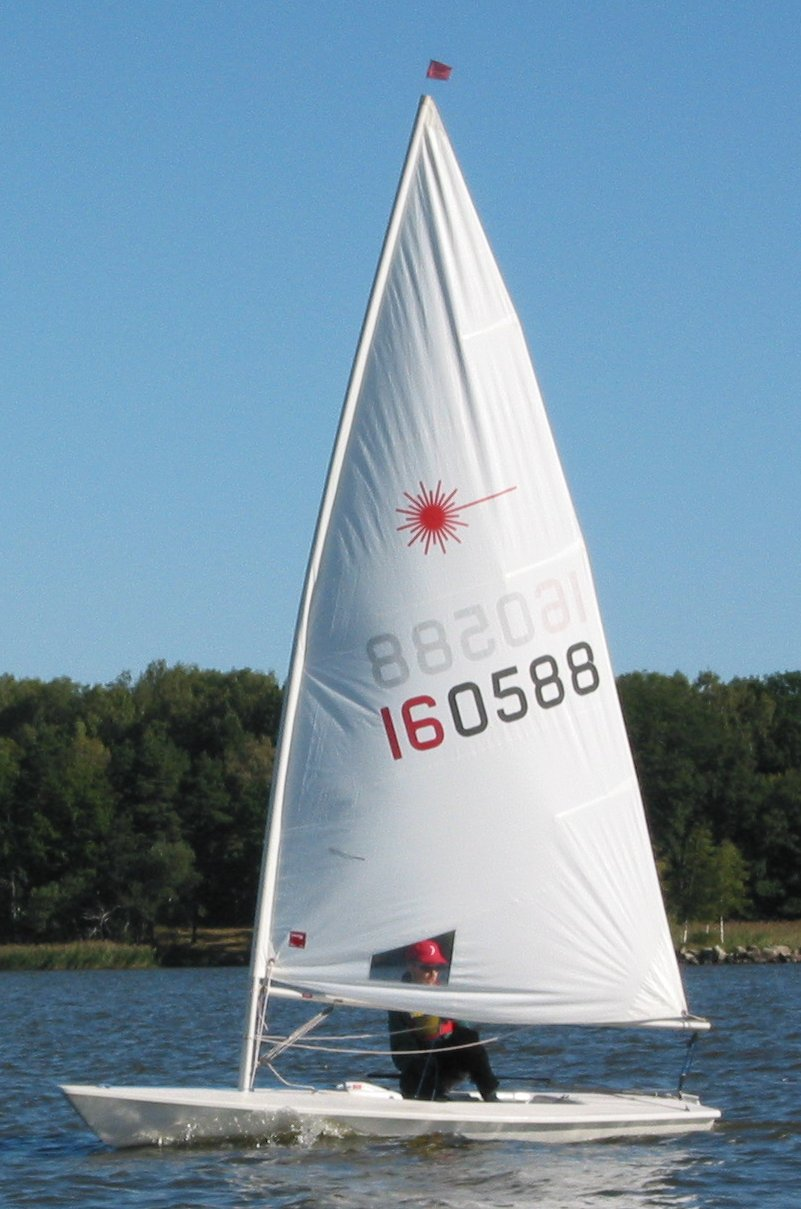
Veleiro olímpico classe Laser

Nos próximos dez anos, Robert conquistaria mais sete títulos mundiais, dois títulos pan-americanos e mais uma medalha de ouro e uma de prata em Jogos Olímpicos. A medalha de ouro foi conquistada em 2004, nos Jogos Olímpicos de Atenas na classe Laser; e a de prata foi conquistada em 2008 nos Jogos Olímpicos de Pequim, com Bruno Prada, na classe Star. Em 2020 participa dessa categoria nos Jogos Olímpicos de Tóquio.

### Classe Star
Formado desde 1996 em administração de negócios pela Universidade Presbiteriana Mackenzie, Scheidt trocou a classe Laser pela classe Star depois dos Jogos Olímpicos de Atenas e do seu último título mundial em Fortaleza, conquistando o título pela primeira vez em seu país, e nestes três anos já conquistou nove títulos na categoria, junto com o velejador Bruno Prada.
Em julho de 2007, ao lado de Prada, Scheidt conquistou pela primeira vez o título mundial da Star, em Cascais, Portugal. Em Outubro de 2008, casou-se com a também velejadora e medalhista olímpica Gintarė Volungevičiūtė em Caunas na Lituânia. O casal desde então teve dois filhos, Erik (n. 2010) e Lukas (n. 2013).
Em dezembro de 2011, com a parceria de Prada conquistou o 2º Título Mundial da Classe Star e o 10º Título Mundial na Carreira em Perth, Austrália.
Em Maio de 2012, velejando com Bruno Prada, conquistou o 3º Título Mundial da Classe Star em Hyères, França. Em 5 de agosto de 2012, Robert Scheidt e Prada conquistaram a medalha de bronze nos Jogos Olímpicos de Londres na classe Star. Com este pódio olímpico, o quinto da carreira, Scheidt se iguala ao também velejador Torben Grael como o maior medalhista brasileiro em Jogos Olímpicos.

### Volta à Classe Laser
Para a disputa do Rio 2016, voltou a atuar na classe Laser, já de cara levando o mundial aos 40 anos. Nas Olimpíadas venceu a regata da medalha mas acabou pela primeira vez fora do pódio com um quarto lugar. Depois dos Jogos passou um ano competindo na 49er, e em 2018 participou da vela oceânica, do circuito da Star, e treinou o velejador da Finn Jorge Zarif. No ano seguinte voltou para a Laser, e eventualmente classificou-se para participar dos Jogos Olímpicos de Verão de 2020, se tornando o primeiro brasileiro a alcançar sete Olimpíadas. Nos Jogos  adiados em um ano pela pandemia de COVID-19, Scheidt entrou na regata da medalha, acabando apenas em oitavo. Scheidt declarou que continuará velejando, mas não na Laser por causa das demandas físicas do barco.

## Prêmios
| Ano  | Condecoração        | Grau                | Concedente                | Ref.  |
| ---- | ------------------- | ------------------- | ------------------------- | ----- |
| 2006 | Ordem de Rio Branco | Oficial suplementar | Luiz Inácio Lula da Silva | [ 9 ] |